# Равна (Варненская область)
Равна (болг. Равна) — село в Болгарии. Находится в Варненской области, входит в общину Провадия. Население составляет 175 человек.

## Политическая ситуация
Равна подчиняется непосредственно общине и не имеет своего кмета.
Кмет (мэр) общины Провадия — Георги Стоянов Янев (ДНГ) по результатам выборов в правление общины.